# Mike Droese
Michael "Mike" Droese (Lodi (Californië), 13 oktober 1970) is een Amerikaans professioneel worstelaar die onder de ringnaam Duke "The Dumpster" Droese bekend is van World Wrestling Federation en was van 1994 tot 1996 daar actief.

## In het worstelen
- Finishers
  - Trash Compactor

- Signature moves
  - Elbow drop

- Bijnamen
  - The Dumpster
  - The Garbage Man
  - The Wrestling Garbageman

## Prestaties
- Catch Wrestling Association
  - CWA World Heavyweight Championship (1 keer)